# NGC 191
NGC 191 ist eine Balken-Spiralgalaxie vom Hubble-Typ SBc/P im Sternbild Walfisch südlich der Ekliptik. Sie ist schätzungsweise 274 Millionen Lichtjahre von der Milchstraße entfernt und hat einen Durchmesser von etwa 110.000 Lj. Gemeinsam mit IC 1563 bildet sie ein wechselwirkendes Galaxienpaar das unter den Namen Arp 127 und Holm 13 verzeichnet ist.
Im selben Himmelsareal befindet sich u. a. die Galaxie NGC 195.
Halton Arp gliederte seinen Katalog ungewöhnlicher Galaxien nach rein morphologischen Kriterien in Gruppen. Diese Galaxie gehört zu der Klasse Elliptischer Galaxien nahe bei Spiralgalaxien und diese störend (Arp-Katalog). 
Das Objekt wurde am 28. November 1785 von dem deutsch-britischen Astronomen Wilhelm Herschel entdeckt.